# Peugeot e-Legend
El e-Legend es un coche de concepto cortado (cupé) 100 % eléctrico del fabricante automovilístico francés Peugeot, presentado en el Mondial de l'Auto 2018.

## Presentación

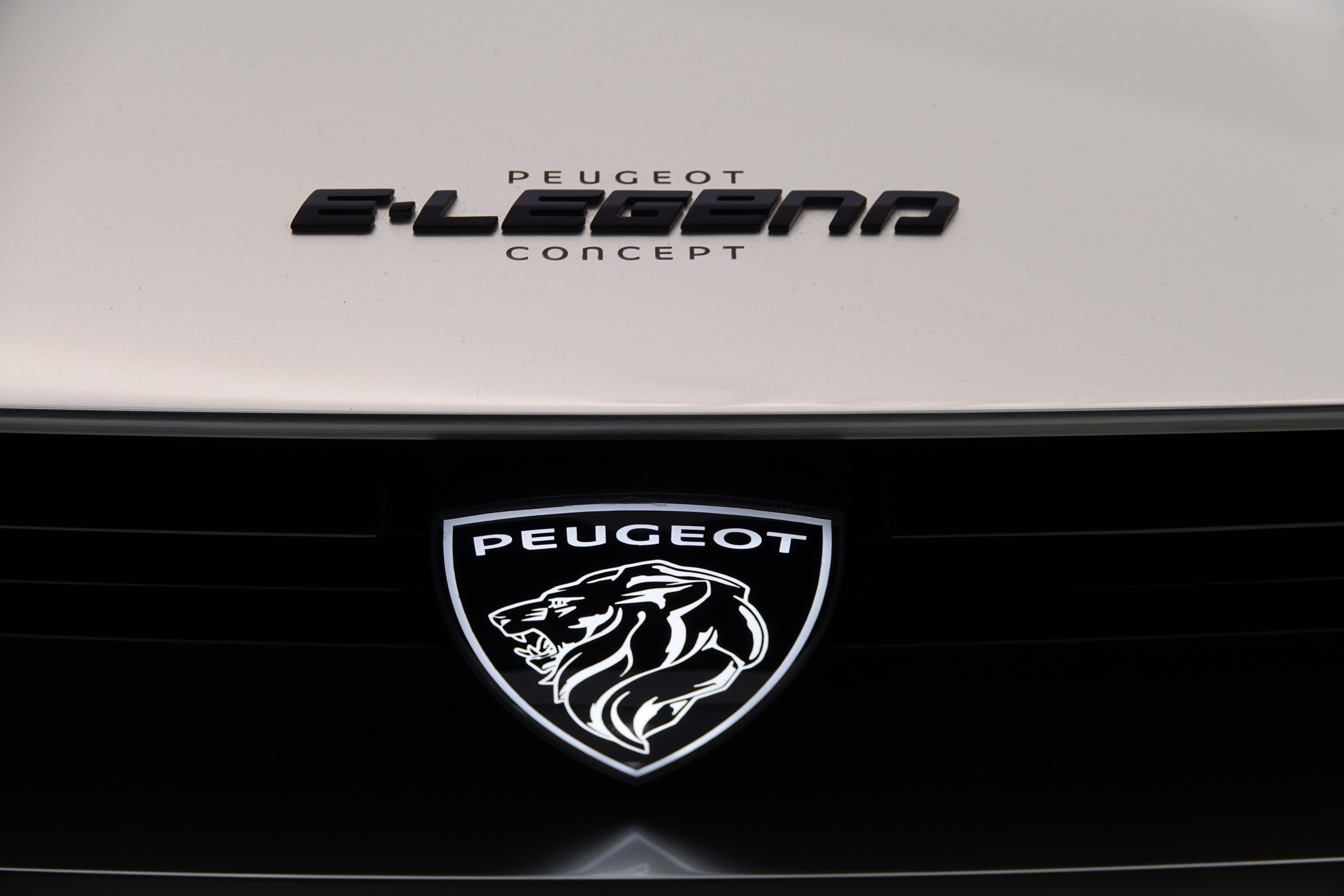
Logo Peugeot de 1960

El prototipo del Peugeot e-Legend (nombre en código P18) es un cupé neo-retro que rinde homenaje al cupé Peugeot 504, que celebra sus 50 años. Se desveló el 20 de septembre de 2018, antes de su exposición pública en el Mondial Paris Motor Show 2018, en un color gris teñido de champán. Tiene sobre su calandra y su volante un logo iluminado que recuerda el logo de los Peugeot de la década de 1960, coronado por el nombre «PEUGEOT», a la manera de su 504 y retomado por el 508. Las referencias al 504 son numerosas, como las parachoques flotantes compuestos de una lámina metálica, los dobles cuadrados ópticos , o incluso  los asientos de terciopelo, como en la época del modelo original. El vehículo fue diseñado por Matthias Hossann.

## Características eléctricas

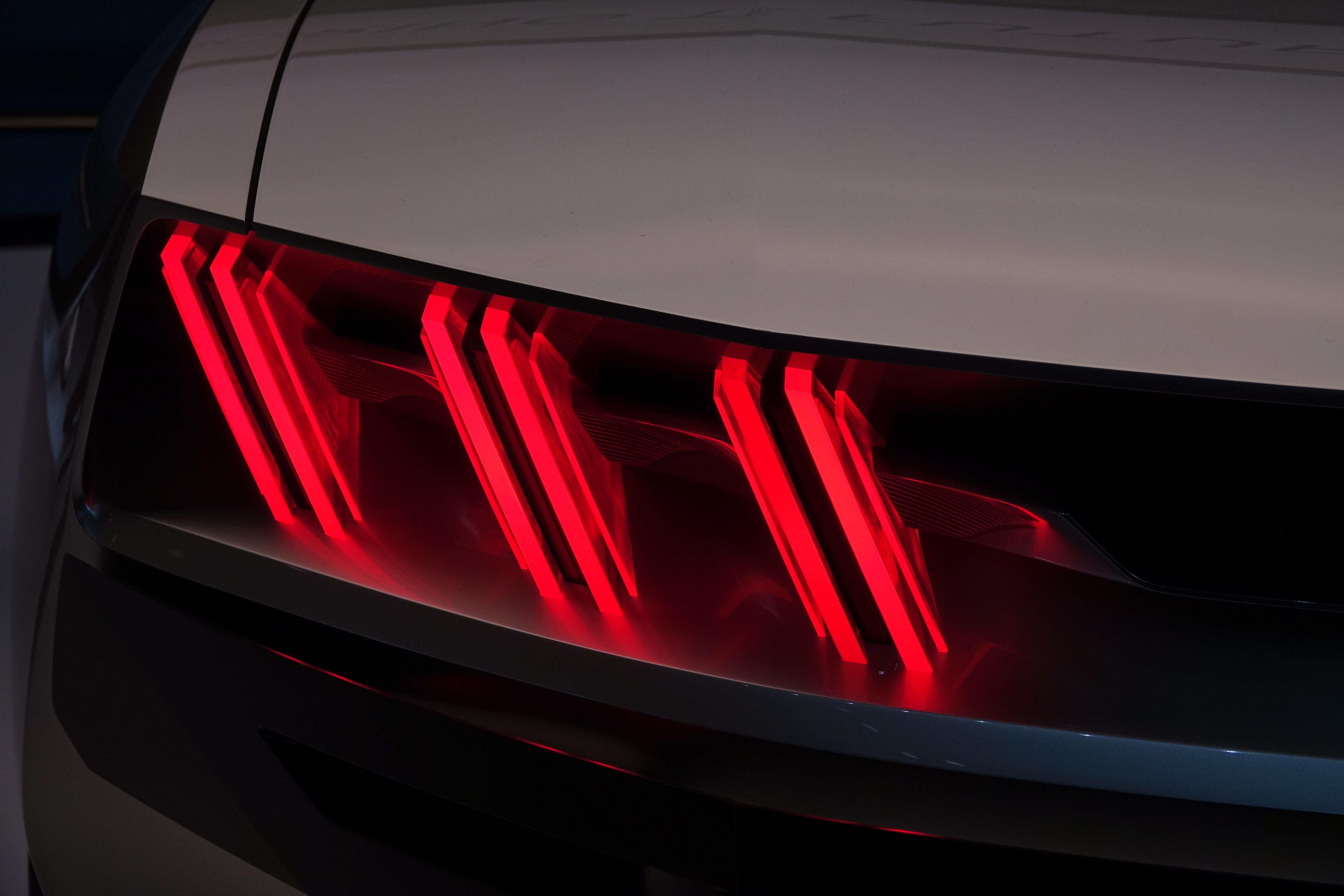
Las garras del león de Peugeot

El e-Legend es un coche autónomo de nivel 4, está equipado de un volante rétractable que se escamotea del salpicadero detrás de la parte superior de ésta, integrando una barra de Focal, que queda entreabierta. El salpicadero está constituido por una pantalla digital de 49 pulgadas de diagonal, que permite acceder a la configuración del vehículo, al info-entretenimiento o a la navegación y se completa en las puertas con pantallas de 29 pulgadas, mientras que los parasoles están equipados cada uno de una pantalla de 12 pulgadas. En total tiene 16 pantallas en el habitáculo.
En la zaga, los pilotos están hechos en tres partes simulando las garras del león Peugeot. El concepto está equipado con llantas de 19 pulgadas de perfil bajo con neumáticos Michelin.

### Motorización
El concepto Peugeot e-Legend es 100 % eléctrico, embarcando así un electromotor de 340 kW y una transmisión integral, que le permite alcanzar una velocidad máxima de 220 km/h y pasar de 0 a 100 km/h en apenas 4 segundos.

### Batería
Asociada al motor eléctrico, la batería de 100 kWh  permite una autonomía de 600 km o de 500 km WLTP. La carga se realiza en 25 minutos en una estación de carga rápida (hasta 200 kW) o por inducción.

## Galería

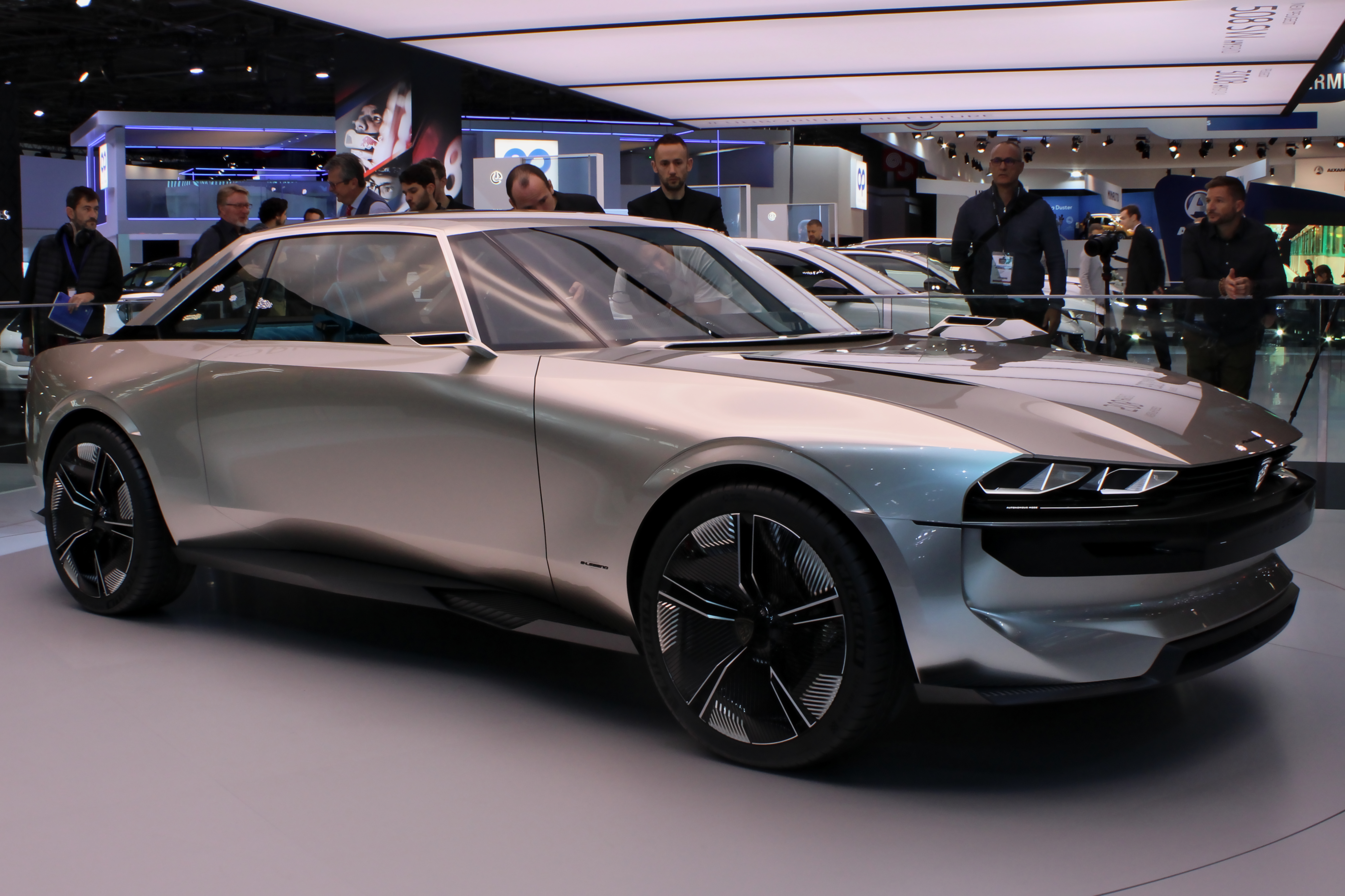
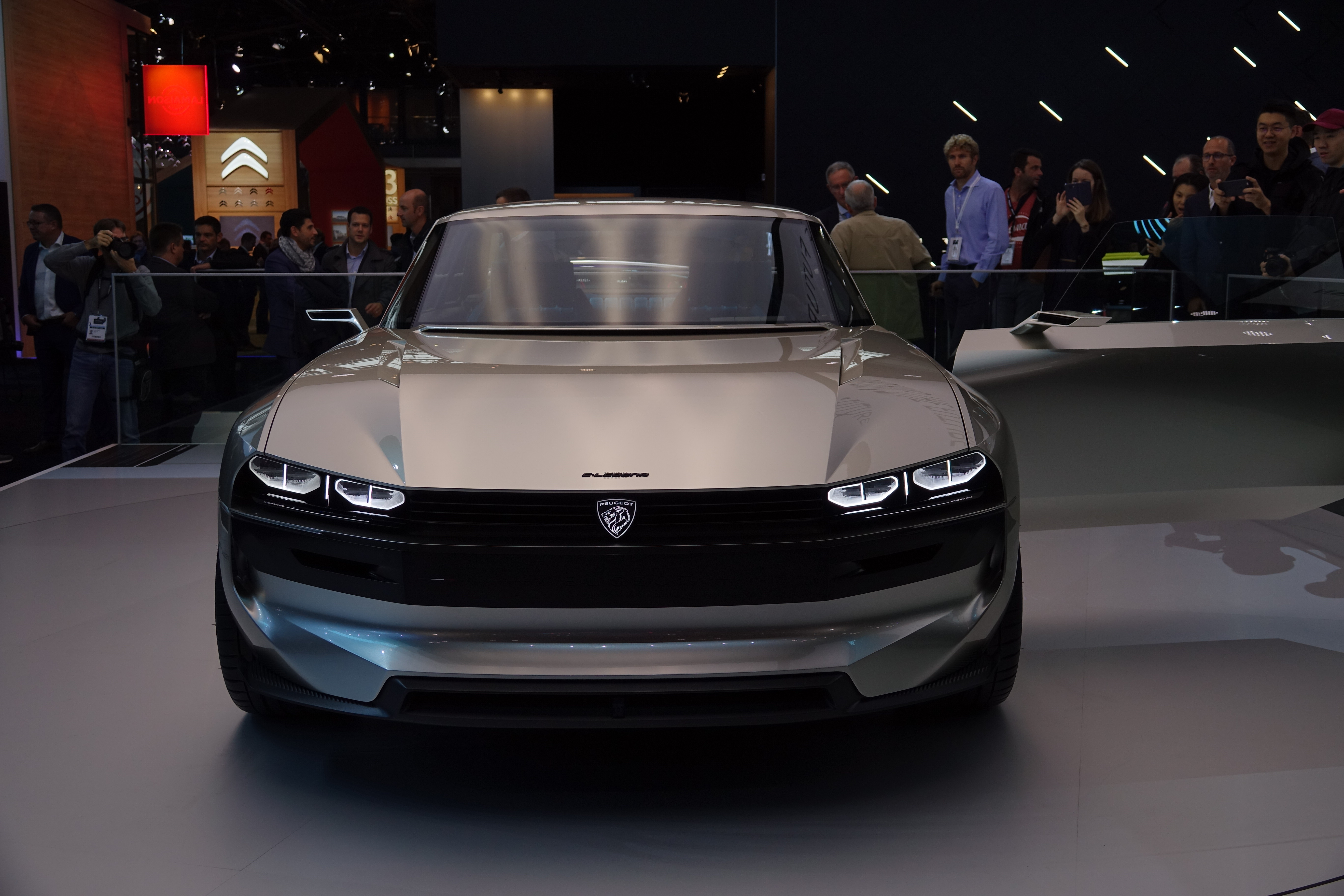
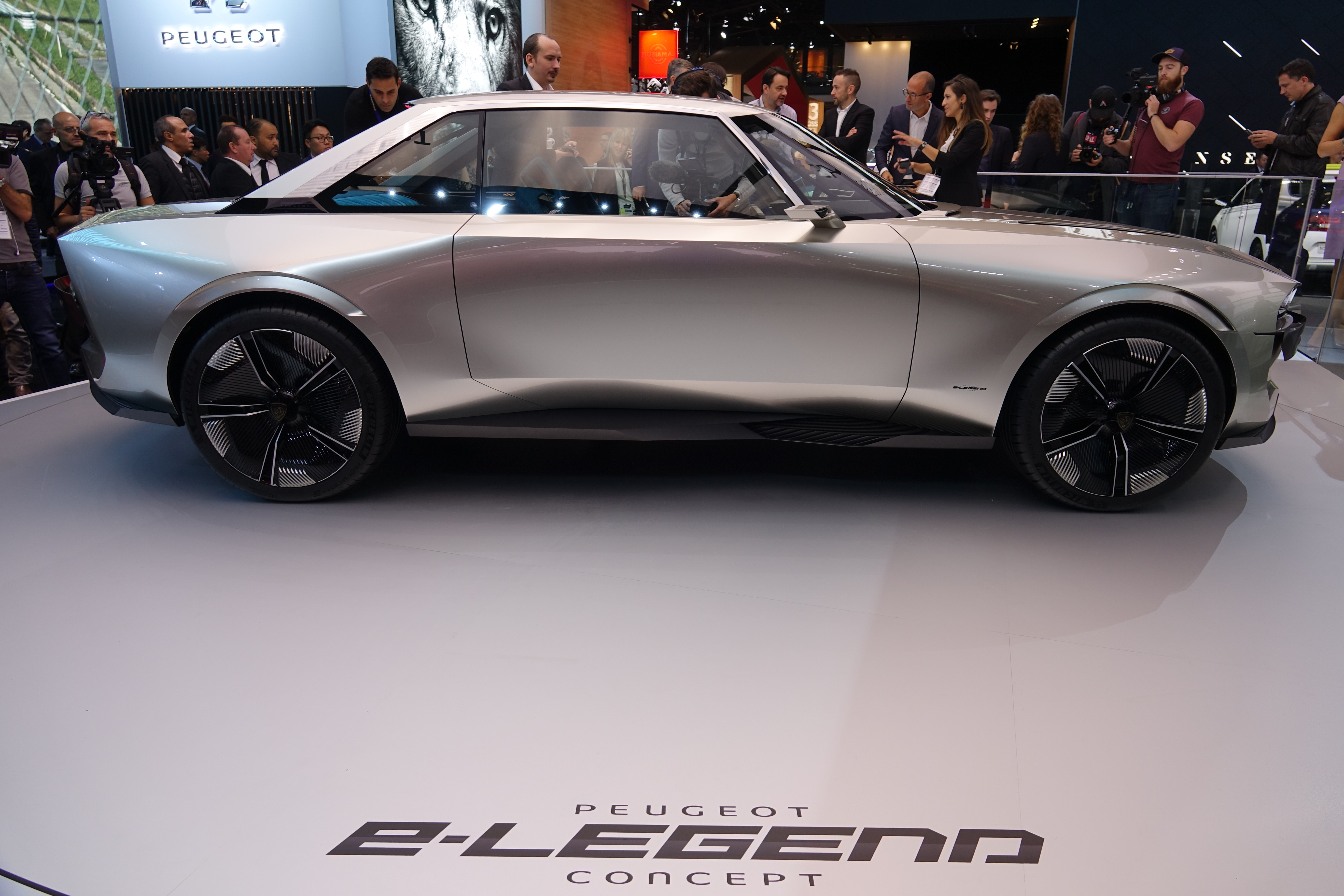
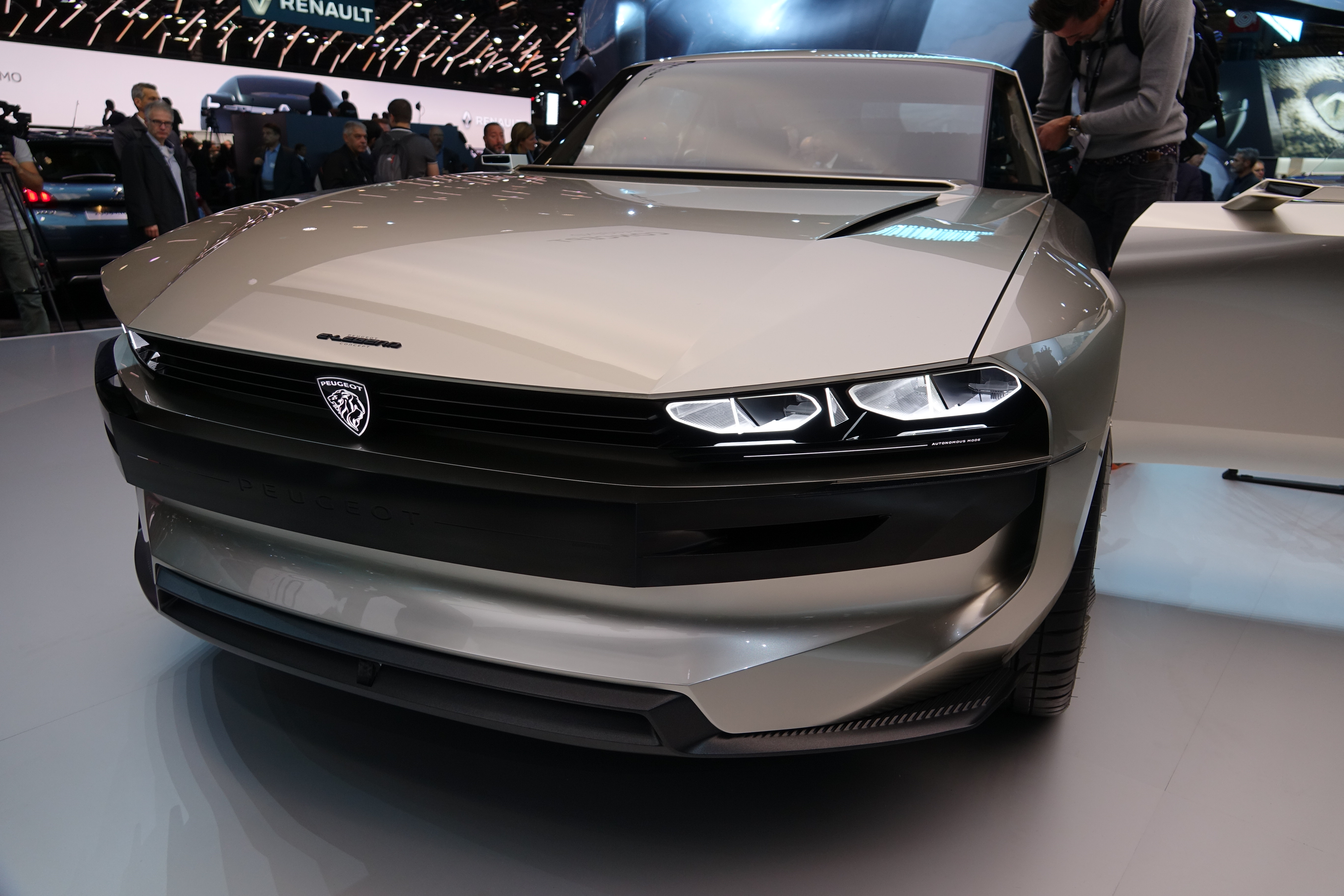
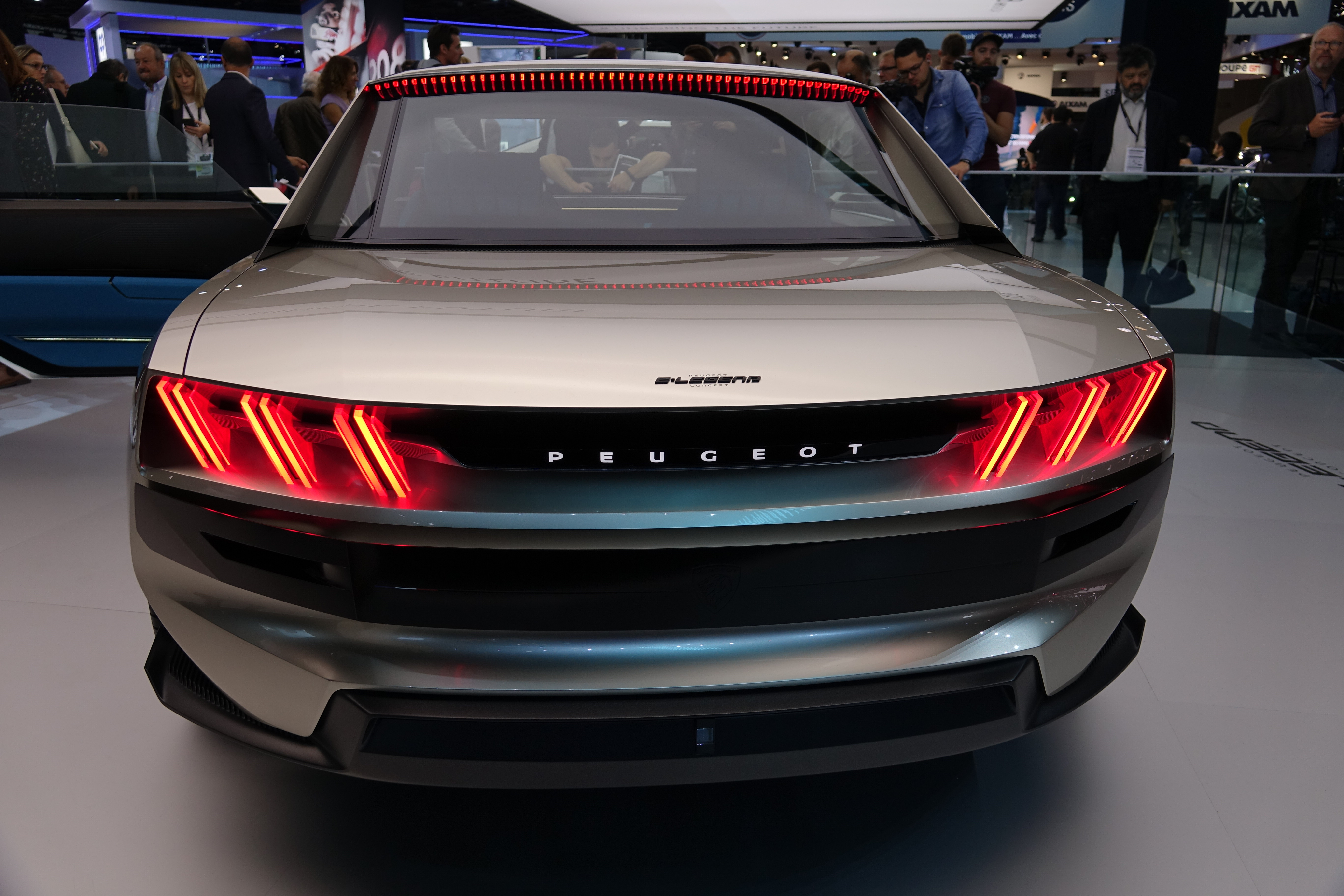
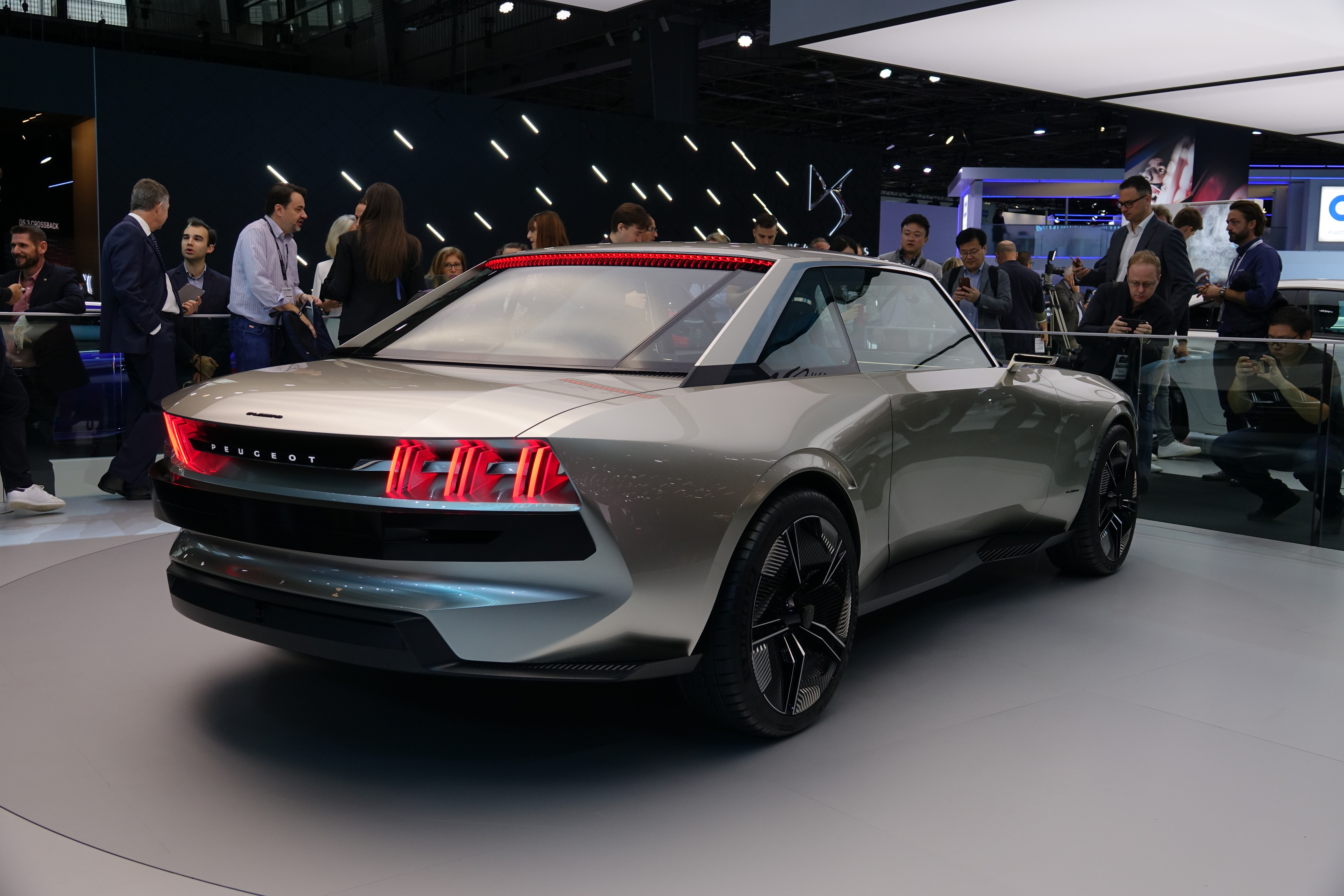